# Daniela Schober
Daniela Schober (* 1977 in Leipzig) ist eine deutsche Schauspielerin.
Schober absolvierte nach dem Abitur in Gießen und einem Praktikum als Regiehospitantin an den Städtischen Bühnen in Münster von 1998 bis 2002 ihr Schauspielstudium an der Hochschule für Musik und Theater Rostock.
Erste bühnenpraktische Erfahrungen konnte sie als Studentin in einer Studioinszenierung von Volker Brauns Siegfried Frauenprotokolle Deutscher Furor und als Angélique in Molières Der eingebildete Kranke am Theater Erlangen sammeln. Ihr erstes Engagement im Jahre 2002 war am neuen theater in Halle (Saale).
Schober spielte u. a. in folgenden Theaterstücken mit: Der gute Mensch von Sezuan, Der letzte der feurigen Liebhaber, Die Dreigroschenoper, Die lautere Wahrheit oder Der Flug der gebratenen Ente, Doktor Faustus, Ein Sommernachtstraum, Fabian, Grand Prix der €-Vision, Haben, Heiligabend auf der Straße, Kindertransport, die Titelrolle in Maria Stuart, Revue 60 und Wende Revue.
Von Januar 2005 bis Sommer 2005 war Schober als Insassin Corinna „Cobra“ Roth in der RTL-Serie Hinter Gittern – Der Frauenknast zu sehen. 2006 hatte sie eine Gastrolle in Julia – Wege zum Glück.
2008/09 war sie am Theater Heilbronn engagiert und trat dort beispielsweise in dem Liederabend Männer gesucht! auf. In der Uraufführung des Musicals Romy – Die Welt aus Gold im Jahre 2009 spielte sie die Titelrolle Romy Schneiders. Am Neuen Theater in Halle war sie seit 2011 in den Inszenierungen Wie im Himmel, Happy Ending und Ewig jung zu sehen. 
Sie arbeitet als Trainerin und Beraterin für Führungskräfte.